# Cojedes
Cojedes er en af Venezuelas 23 delstater (estados) og er beliggende i den centrale region. Dens hovedstad er San Carlos.
Delstaten er underinddelt i 9 kommuner (municipios) og 15 sogn (parroquias).

## Historie
I 1830 efter Venezuelas uafhængighed og dernæst adskillelse fra Gran Colombia, blev Cojedes en del af den daværende provins Carabobo (som nu er en delstat).
I 1904, efter en del andre ændringer i den territoriale opdeling af Venezuela, kom en del af Cojedes til at høre under en nu afskaffet delstat Zamora, men allerede i 1909 blev Cojedes igen en selvstændig delstat og har været det lige siden.

## Økonomi
Delstatens økonomi afhænger mest af landbrug, men også træproduktion.